# Karel Filips van Zweden (1601-1622)

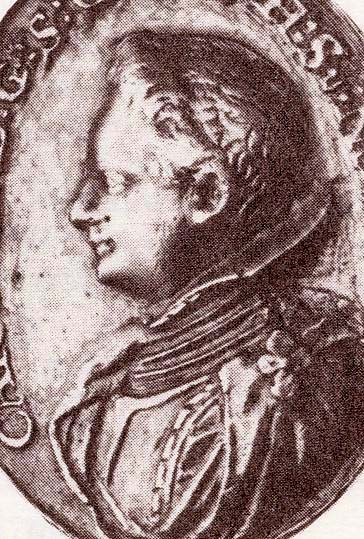
Karel Filips van Zweden omstreeks 1621

Karel Filips (Tallinn, 22 april 1601 - Narva, 25 januari 1622) was de jongste zoon van de Zweedse koning Karel IX en diens tweede vrouw Christina van Sleeswijk-Holstein-Gottorp. Hij was tevens de broer van de Zweedse koning Gustaaf II Adolf.
Karel Filips is vooral bekend, omdat hij tijdens de Tijd der Troebelen een van de kandidaten was voor de Russische troon. De stad Novgorod, die in die tijd onder Zweedse bescherming stond, had prins Karel Filips als kandidaat naar voren geschoven. Uiteindelijk werd Michaël Romanov echter de nieuwe Russische tsaar.
Prins Karel Filips trouwde op 5 maart 1620 in het geheim met Elisabet Ribbing. In het jaar 1622 werd uit dat huwelijk Elisabet Carlsdotter geboren. Op het ogenblik van de geboorte van het kind was Karel Filips echter al overleden.
Karel Filips van Zweden was ridder in de Jehova-orde.
- Gemeinsame Normdatei: 1078990417
- International Standard Name Identifier: 0000 0000 5250 2230
- LIBRIS: 235037
- Virtual International Authority File: 17199156
- WorldCat: E39PBJhGYFjQ8Qv69C77w49MT3